# Nimmons
Nimmons è un comune degli Stati Uniti d'America, situato in Arkansas, nella contea di Clay.